# Zújar
Zújar è un comune spagnolo di 2 733 abitanti situato nella comunità autonoma dell'Andalusia.